# Compiz
Compiz foi um dos primeiros gerenciadores de janelas 3D para o servidor de janela X, onde foi usada aceleração OpenGL. O gerenciador permite que as janelas tenham efeitos visuais, como animações ao minimizar e uma área de trabalho em forma de cubo. Compiz segue os padrões do ICCCM e por isso pode ser usado no lugar do Metacity do GNOME ou do KWin do KDE. Foi lançado pela Novell em janeiro de 2006.
Após algum tempo, o Compiz absorveu o projeto descontinuado conhecido como Beryl, e os dois projetos foram agrupados em 2007, formando o Compiz Fusion.

## Fusão das variações do Compiz
Em 2 de fevereiro de 2009, numa conferência entre os desenvolvedores de Compiz, Compiz++, NOMAD e Compiz Fusion foi decidido fundir estes projetos sob o nome de Compiz.